# Attiek

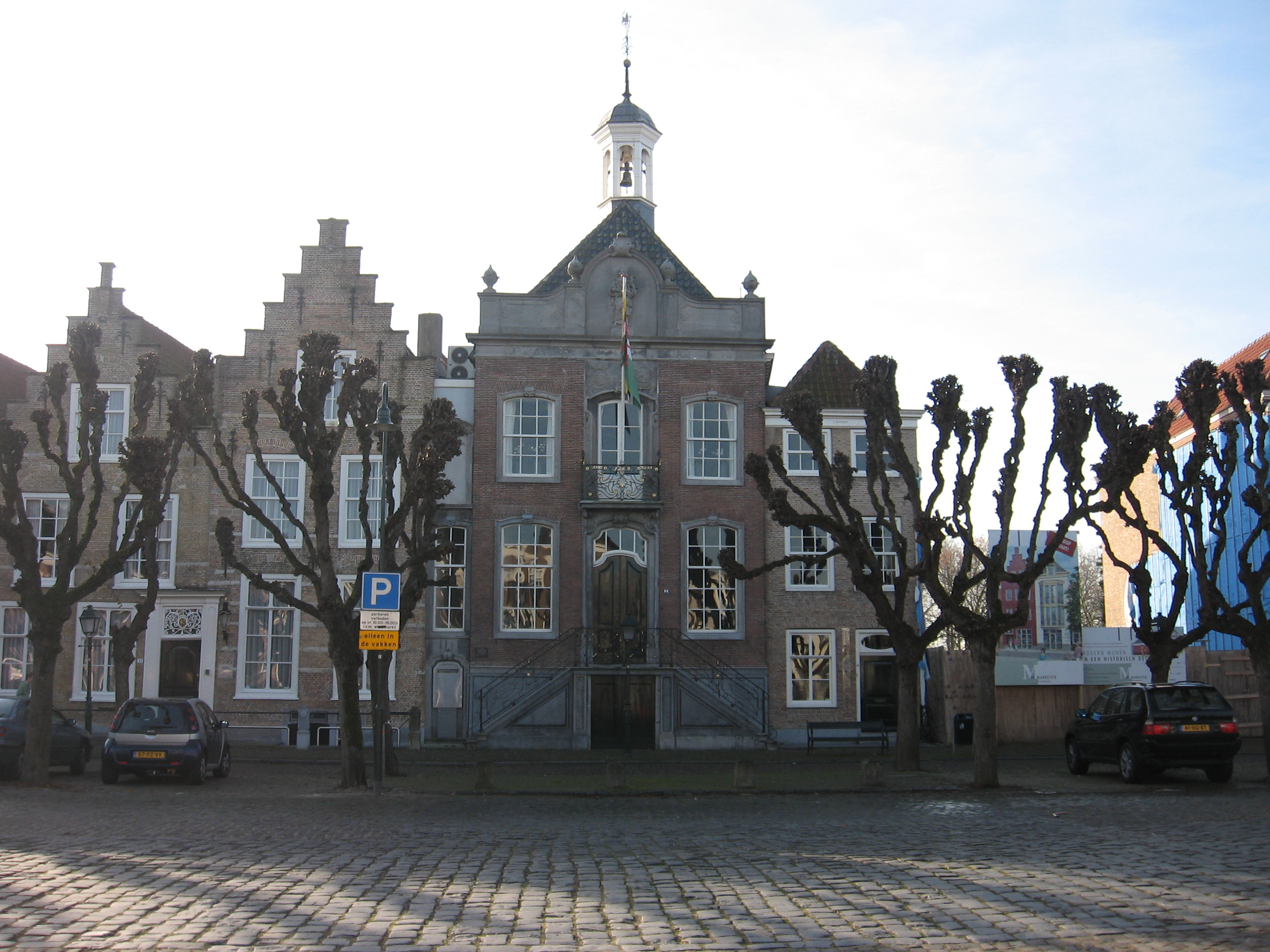
Een 18e-eeuws attiek op het stadhuis van Geertruidenberg

Een attiek is een (meestal versierde) verhoging bovenop de kroonlijst van een gevel, die het dak aan het oog onttrekt.
Soms worden er ook beelden op of in de attiek geplaatst.
De attiek kwam reeds voor in de Romeinse bouwkunst. In de Middeleeuwen werd ze toegepast in de Toscaanse architectuur en later in de Vlaamse bouwkunst. Veelvoorkomend was het gebruik ervan in de renaissance en de barok. In de baroktijd was de attiek uitgegroeid tot een halve verdieping. Deze attiekverdieping werd mezzanino genoemd.

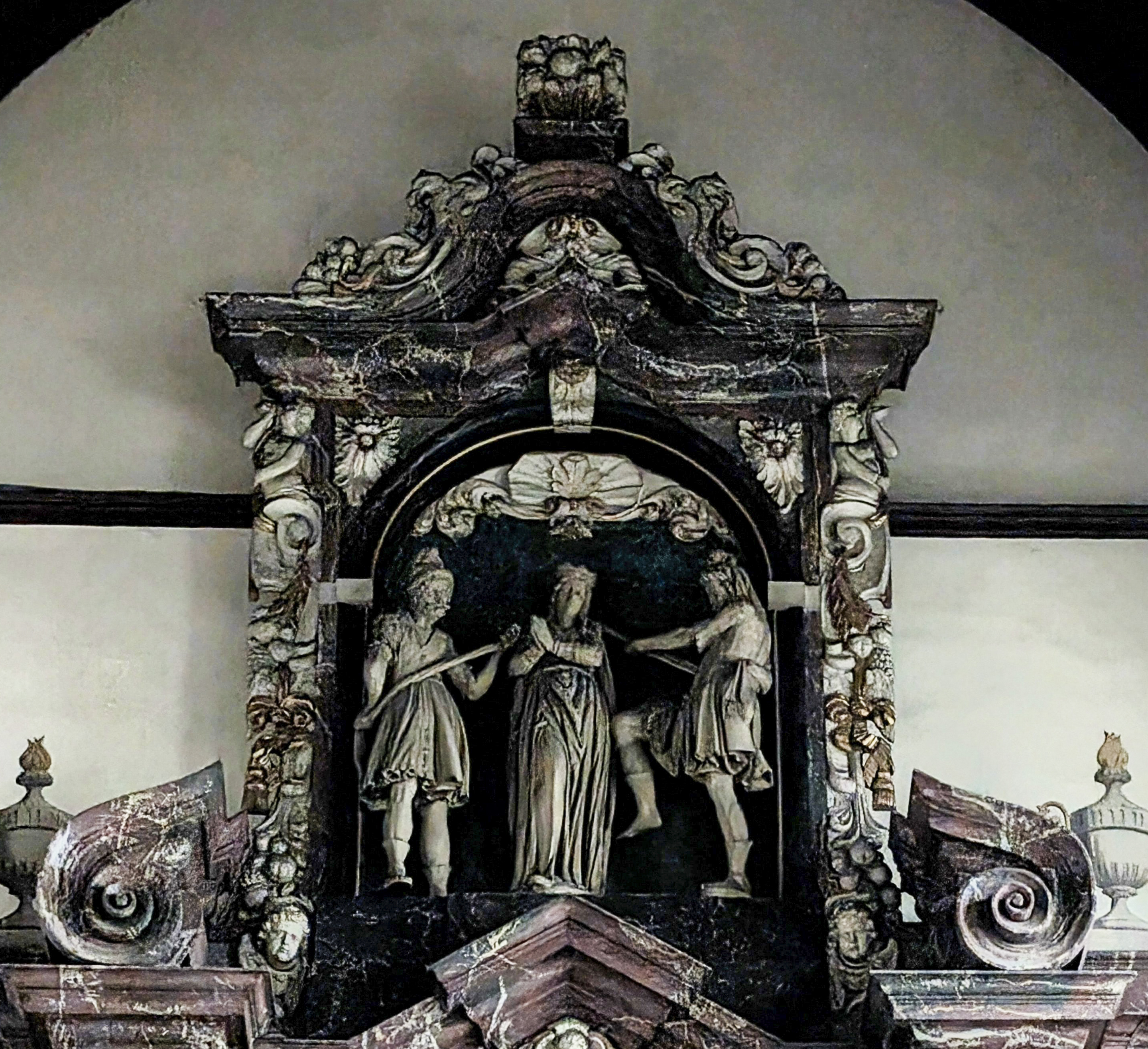
Attiek met wurging van Godelieve in de Onze-Lieve-Vrouw-Tenhemelopnemingskerk (Gistel)

Ook in de classicistische architectuurstijlen van de 18e eeuw maakte men veel gebruik van zwaar uitgevoerde attieken.